# Éric Lartigau
Éric Lartigau (París, 20 de juny de 1964) és un director de cinema francès.

## Biografia

### Formació i inicis en la comèdia
Éric Lartigau va ser empleat d'una subhasta, abans de ser contractat com a assistent personal pel director Pascal Thomas. Aleshores va ser l'assistent exclusiu d'aquest últim durant uns deu anys, després l'assistent de cineastes com Édouard Molinaro, Diane Kurys i Emir Kusturica, rodant pel·lícules publicitàries. Un dels seus primers anuncis com a director, Les Bouloches, va ser interpretat per la presentadora Christine Bravo.
Després va treballar a la televisió, a Canal+. Entre 1988 i 1998, va dirigir seqüències per al programa diari de sketch Les Guignols de l'info, després va passar a la ficció dirigint 13 capítols de la sitcom H , entre 2000 i 2001. Se li va encarregar la direcció de tres dels sis capítols de la comèdia La Famille Guérin, emès l'any 2002 pel canal encriptat. El repartiment està a càrrec de François Cluzet i Valérie Bonneton.
Dominique Farrugia el presenta a Kad i Olivier. Van ser aquests actors de Canal els que també li van permetre passar a la gran pantalla: les seves dues primeres pel·lícules, Mais qui a tué Pamela Rose ? i Un ticket pour l'espace, estan escrits i interpretats conjuntament per Kad Merad i Olivier Baroux, amb Julien Rappeneau com a coautor. Lartigau també apareix en aquests dos llargmetratges, i continuarà actuant en algunes pel·lícules.
El 2006 es va estrenar la seva tercera pel·lícula com a director, la comèdia Prête-moi ta main, que li va permetre dirigir una altra estrella del còmic revelada per la televisió, Alain Chabat, i amb un Charlotte Gainsbourg contra l'ocupació. La pel·lícula va tenir un gran èxit de crítica i comercial.

### Passant al drama

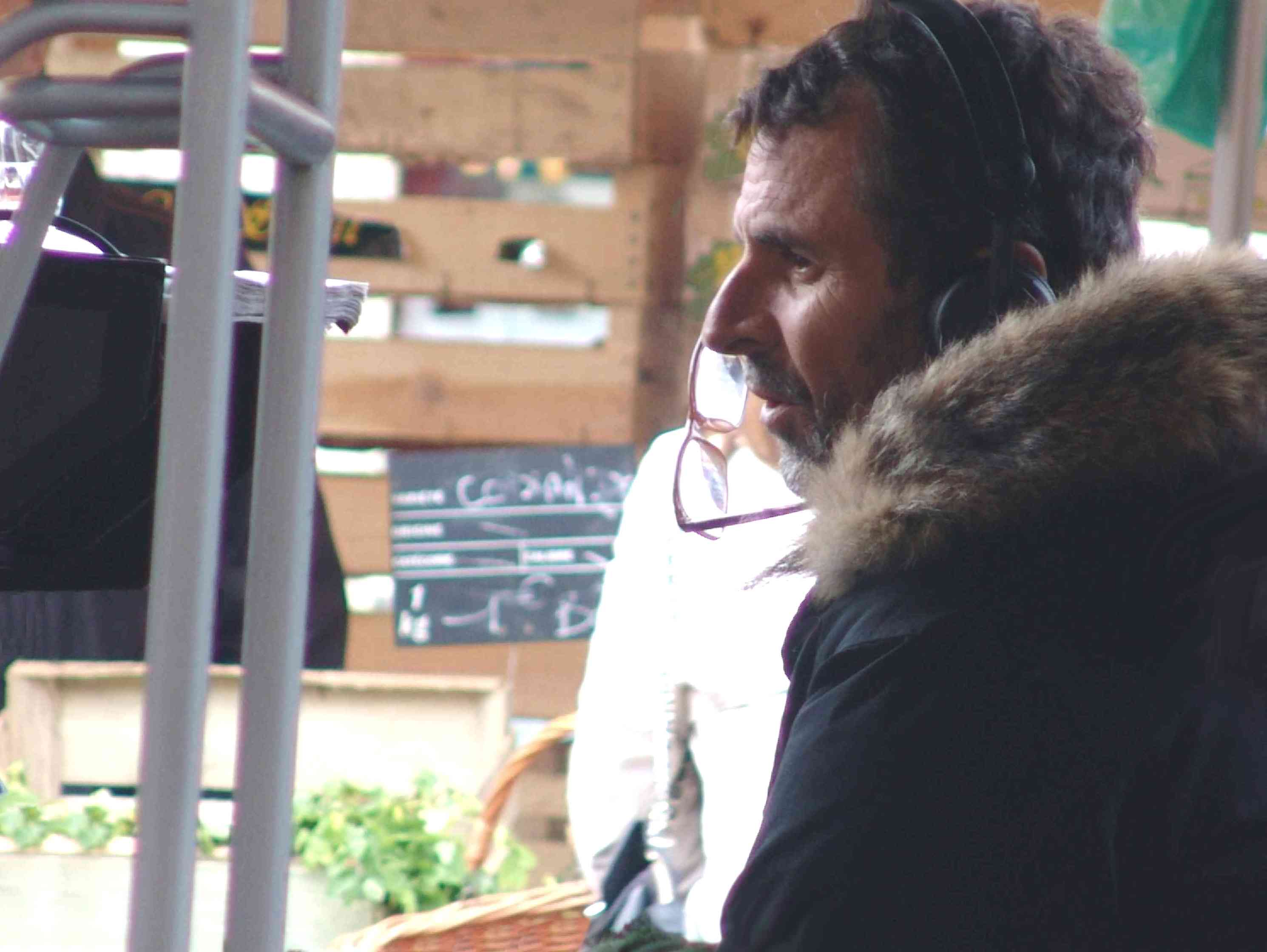
El 2014 Éric Lartigau veu una versió de la pantalla combinada, auriculars d'àudio al capdavant, durant el rodatge de La família Bélier (Marché de Marines, Val d'Oise)

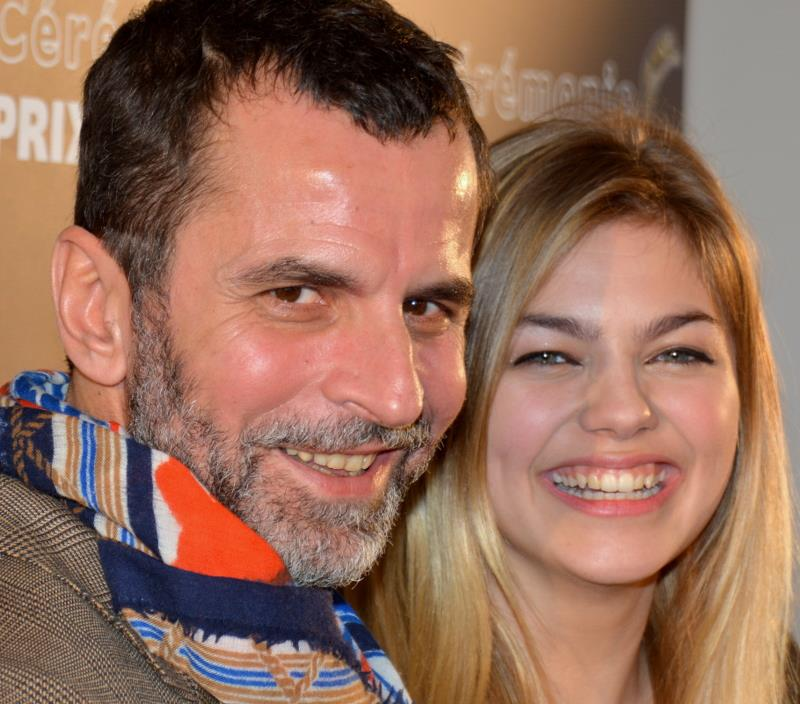
Éric Lartigau en companyia de Louane Emera a la cerimònia dels premis Lumières 2015.

El 2010 es va llançar al drama per primera vegada: va defensar el seu quart llargmetratge, L'Homme qui voulait vivre sa vie, on va compta amb la seva parella Marina Foïs al costat de Romain Duris, Catherine Deneuve i Éric Ruf. Aquest thriller psicològic està adaptat de l'obra homònima de Douglas Kennedy.
El 2014 va rodar La família Bélier, una comèdia dramàtica que va tenir èxit als cinemes francesos, en què la jove aprenent actriu Louane Emera interpreta l'única representant auditiva d'una família sorda, que descobreix un talent per al cant. Louane guanya el César 2015 a l'actriu més prometedora.

### Vida privada

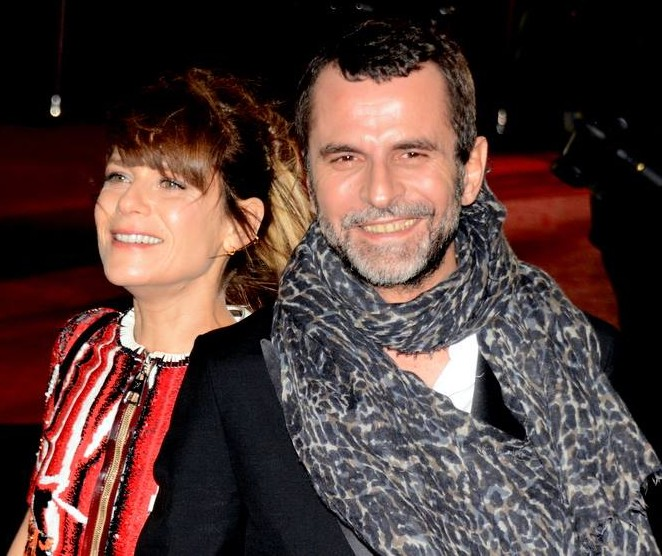
Amb la seva companya Marina Foïs, als Césars 2015.

El 4 de desembre de 2004 la seva parella Marina Foïs va donar a llum el seu fill, anomenat Lazare (en un paper de nadó petit, a Prête-moi ta main), i el 18 de setembre de 2008 a Georges.
No està relacionat amb l'actor Gérard Lartigau, ni amb el culturista Gilles Lartigau.

## Filmografia

### Director

#### Cinema
- 2003 : Mais qui a tué Pamela Rose ?
- 2006 : Un ticket pour l'espace
- 2006 : Prête-moi ta main
- 2010 : L'Homme qui voulait vivre sa vie coguionista amb Laurent de Bartillat
- 2012 : Les Infidèles (segment Lolita)
- 2014 : La Famille Bélier
- 2020 : #Jesuislà cogionist amb Thomas Bidegain
- 2022 : Cet été-là[8]

#### Televisió
- 2002 : H (sèrie de televisió) (13 episodis, temporada 3)
- 2002 : Making of (sèrie de televisió)
- 2002 : La Famille Guérin (sèrie de televisió)

### Actor
- 1988 : Les Maris, les Femmes, les Amants, de Pascal Thomas : Guillaume
- 2003 : Mais qui a tué Pamela Rose ? : l'home que truca a prop del vàter (cameo)
- 2005 : Backstage, d'Emmanuelle Bercot : un directorr
- 2006 : Un ticket pour l'espace : el director de Charlemagne contre les ninjas (caméo)
- 2006 : Prête-moi ta main : un transeünt, darrere d'en Luis que està al telèfon (cameo)
- 2011 : Pourquoi tu pleures ? de Katia Lewkowicz : Paco
- 2020 : #Jesuislà de Éric Lartigau : el brocaner

## Taquilla
Les dades següents provenen de l'Observatori Europeu de l'Audiovisual.
| Pel·lícula                       | Pressupost | Any de sortida | Taquilla europea |
| -------------------------------- | ---------- | -------------- | ---------------- |
| La família Bélier                | 10,96 M€   | 2014           | 9.936.107        |
| Mais qui a tué Pamela Rose ?     | 12,32 M€   | 2003           | 1.225.514        |
| Un ticket pour l'espace          | 10,92 M€   | 2006           | 424.193          |
| Prête-moi ta main                | 8,99 M€    | 2006           | 4.001.305        |
| L'Homme qui voulait vivre sa vie | 9,82 M€    | 2010           | 1.253.658        |
| Les Infidèles (segment Lolita)   | 12,01 M€   | 2012           | 3.039.143        |